# Ancylorhynchus tristis
Ancylorhynchus tristis är en tvåvingeart som först beskrevs av Seguy 1932.  Ancylorhynchus tristis ingår i släktet Ancylorhynchus och familjen rovflugor. Inga underarter finns listade i Catalogue of Life.